# Okapi Aalst in het seizoen 2023/24
Het seizoen 2023/2024 was het 22e jaar in het bestaan van de Aalstse basketbalclub Okapi Aalst sinds de heroprichting in 2002.

## Verloop
De club kwam uit in de BNXT League voor een derde seizoen. Volgende spelers verlieten Aalst na het seizoen 2022/23: Joeri Vermoesen, Joren Vermoesen, Bram Callebaut, Josh Price, Jordan Walker, Michel-Ofik Nzege en assistent-coach Pieter De Groof. Vier jeugdspelers kregen de kans om deels mee te trainen met de A-ploeg dit waren: Milan Lefevre, Lajoie Maluska, Gabriel Bilos en Nfadafinké Kirami. Jongeren Glenn Temmerman, Steff Schauvlieger en Siebe Ledegen verlengde hun contract met drie seizoenen. Daarnaast tekende ook Ivan Maraš en Dorian Marchant bij. De eerste versterking was de Canadees James Jean-Marie daarna kwamen ook nog Lazar Mutić en Trevor Blondin.
Midden november trok de club Tito Casero-Ortiz aan en keerde ook Kevin Verhulst terug als assistent-coach. Midden december 2023 werd de Letse internationaal Mārtiņš Meiers aangetrokken voor de vetrokken James Jean-Marie. Eind februari 2024 werd het contract van Trevor Blondin en Mārtiņš Meiers ontbonden en nam Kevin Verhulst zelf ontslag. Als vervanging werd de Senegalese center Pape Badji aangetrokken die al eerder voor Aalst speelde.
Aalst kwalificeerde zich ondanks een sterke Elite Silver niet voor de nationale play-offs. Ze werden in de beker van België uitgeschakeld in de achtste finales door Brussels Basketball.

## Ploeg
Antwerp Giants ·
BAL ·
Union Mons-Hainaut ·
Den Helder Suns ·
Donar ·
Feyenoord ·
Heroes Den Bosch ·
Kangoeroes Basket Mechelen ·
Kortrijk Spurs ·
Landstede Hammers ·
Leuven Bears ·
Liège Basket ·
Limburg United ·
LWD Basket ·
Okapi Aalst ·
Oostende ·
Brussels Basketball ·
Spirou Charleroi ·
Yoast United ·
ZZ Leiden